# روث هارت
روث هارت (بالإنجليزية: Ruth Hart)‏ هي ممثلة أمريكية، ولدت في 1893 في جاكسونفيل في الولايات المتحدة، وتوفيت في 2 مايو 1952 في نيويورك في الولايات المتحدة.

## وصلات خارجية
- روث هارت على موقع IMDb (الإنجليزية)